# Reinhard Divis
Reinhard Divis, född 4 juli 1975 i Wien, är en österrikisk ishockeymålvakt som spelat i Färjestads BK, Vienna Capitals, EC Red Bull Salzburg, Leksands IF. Han har även 28 matcher för NHL-laget St. Louis Blues.
Divis är den första ishockeyspelaren ifrån Österrike som spelat i NHL.

## Meriter
- SM-guld 2009 med Färjestads BK

## Klubbar
- Färjestads BK
- EC Salzburg
- St. Louis Blues
- Peoria Rivermen
- Worcester Ice Cats
- Leksands IF
- VEU Feldkirch
- WAT Stadlau